# Убийства в сградата
„Убийства в сградата“ (на английски: Only Murders in the Building) е американски комедиен мистъри сериал по идея на Стийв Мартин и Джон Хофман. Главните роли се изпълняват от Стийв Мартин, Мартин Шорт и Селена Гомес. Премиерата на сериала е излъчена на 31 август 2021 г. в стрийминг платформата Hulu. През октомври 2023 г. е подновен за четвърти сезон.

## Актьорски състав

### Главен състав
- Стийв Мартин – Чарлс-Хейдън Савидж[1]
- Мартин Шорт – Оливър Пътнам[1]
- Селена Гомес – Мейбъл Мора[1]
- Арън Домингез – Оскар Торес
- Ейми Райън – Джан Белоус
- Кара Делевин – Алис Банкс
- Адина Върсън – Попи Уайт
- Майкъл Сирил Крейтън – Хауърд Морис

## В България
В България сериалът започва излъчване по „Стар Ченъл“ на 5 октомври 2023 г. с разписание всеки четвъртък от 22:00 ч. Вторият сезон се излъчва на 3 ноември. Дублажът е войсоувър и записан в „Андарта Студио“. Екипът се състои от:
| Пост                | Име                                                                  |
| ------------------- | -------------------------------------------------------------------- |
| Преводач            | Вилма Карталска                                                      |
| Редактор            | Милена Павлова                                                       |
| Тонрежисьор         | Галина Наумова                                                       |
| Режисьор на дублажа | Станислав Пищалов                                                    |
| Озвучаващи артисти  | Даринка Митова Елена Бойчева Кирил Ивайлов Иля Пепеланов Борис Кашев |

## Разпознаване на "Македонския език" катоБългарскидиалект
В един от епизодите на 4 сезон главните герои разследват убийството на каскадьорка, редовно ходеща до България, за да си сменя счупените кости, а Чарлс-Хейдън Савидж разпознава какво пише върху изкуствената става на убитата, защото е научил Български език, озвучавайки сериал преди неговата продажба в Северна Македония.